# Burg Knippenberg
Die Burg Knippenberg ist der Burgstall einer hochmittelalterliche Motte am Nordrand des Ortsteils Wachendorf der Gemeinde Syke im niedersächsischen Landkreis Diepholz.
Es existiert zu der Burganlage keine schriftliche Überlieferung. Ihre Bauherren sind unbekannt. Einen Hinweis auf die Besitzverhältnisse gibt höchstens der nahegelegene Hof „Meier zu Heusen“, der vermutlich aus dem Wirtschaftshof der Burg hervorgegangen ist. 1395 war er im Besitz des Knappen Johann Frese und vorher offenbar in den Händen Willekins von Lutten. Beide besaßen den Hof als Lehen der Grafen von Hoya. Die Grafen könnten somit auch für die Errichtung der Burg verantwortlich gewesen sein.
Die Motte besitzt die Form eines runden Hügels von max. 34 m Breite und 3 m Höhe, der ein flaches Plateau von ca. 24 m Durchmesser aufweist. Gebäudereste sind nicht mehr vorhanden. Der heute noch 9 m breite und 1,50 m tiefe Ringgraben wurde vom Süstedter Bach gespeist. Dem Graben ist ein nur noch schwach erkennbarer Vorwall vorgelagert.
Das Gelände ist in Privatbesitz und nicht zugänglich.